# Steve Jurczyk
Steve Jurczyk (Nueva York, 20 de febrero de 1962-Fredericksburg, Virginia, 23 de noviembre de 2023) fue un ingeniero estadounidense que se desempeñó como administrador interino de la NASA. Anteriormente trabajó en el Langley Research Center en Hampton, Virginia.

## Educación y carrera
Jurczyk se graduó de la Universidad de Virginia, donde recibió una licenciatura y una maestría en ciencias en ingeniería eléctrica en 1984 y 1986. Es miembro asociado del Instituto Americano de Aeronáutica y Astronáutica.
Jurczyk comenzó su carrera en la NASA en 1988 en el Langley Research Center en la rama de sistemas electrónicos como ingeniero de diseño, integración y pruebas desarrollando varios sistemas de detección remota de la Tierra basados en el espacio. De 2002 a 2004, Jurczyk fue director de ingeniería y de 2004 a 2006 fue director de investigación y tecnología en Langley, donde dirigió las contribuciones de las organizaciones a una amplia gama de disciplinas de investigación, tecnología e ingeniería que contribuyen a todas las áreas de misión de la NASA. Desde agosto de 2006, Jurczyk se desempeñó como subdirector del centro de Langley. En mayo de 2014, Jurczyk fue nombrado Director del Centro de Investigación Langley de la NASA. Allí, dirigió el primer Centro de campo de la NASA, que desempeña un papel fundamental en las misiones científicas, de exploración y de investigación aeronáutica de la NASA.
Después de Langley, Jurczyk fue el administrador asociado de la Dirección de Misión de Tecnología Espacial, desde junio de 2015. En este puesto, formuló y ejecutó los programas de Tecnología Espacial de la agencia, enfocándose en desarrollar y demostrar tecnologías transformadoras para la exploración humana y robótica del sistema solar en asociación. con la industria y la academia. En mayo de 2018, Jurczyk se convirtió en administrador asociado de la NASA, el puesto de funcionario público de mayor rango de la agencia.

## Honores y premios
Jurczyk recibió varios premios durante su carrera en la NASA, incluidas dos medallas de liderazgo sobresaliente de la NASA, el premio al rango presidencial para ejecutivo meritorio en 2006 y el premio al rango presidencial para ejecutivo distinguido en 2016, los más altos honores que se pueden obtener para el liderazgo del gobierno federal.